# Château de Torcy (Saône-et-Loire)
Pour les articles homonymes, voir Château de Torcy.
Le château de Torcy est situé sur la commune de Torcy en Saône-et-Loire, dans un vallon.
Le château fait l’objet d’un classement au titre des monuments historiques depuis le 31 août 1992.

## Description
La construction se compose d'un logis rectangulaire couvert d'un toit à croupes en tuiles plates. Au centre de chacune des façades principales, un avant-corps de trois travées est souligné par des chaînes d'angle en bossage en table et couronné d'un fronton triangulaire sculpté de motifs végétaux encadrant les armoiries des Villedieu, comtes de Torcy. Percé au rez-de-chaussée de baies en plein cintre, l'avant-corps sud-ouest est relié au parc à l'anglaise par un escalier en U. Des bandeaux plats règnent avec le sol de chacun des étages.
Le bâtiment de la porterie, au nord-ouest, est percé d'un passage couvert d'un plafond à solives apparentes à la française. Les portes sont en plein cintre.
Le château, propriété privée, ne se visite pas. Le château ainsi que ses deux poêles en faïence à l'intérieur, sont classés monuments historiques par arrêté du 31 août 1992, les dépendances et les deux bâtiments d'entrée Nord-Ouest, le parc (d'une superficie de 35 hectares), ses deux portails et la demi-lune, les ponts et le vivier sont inscrits monuments historiques par arrêté du 11 juin 1991.

## Historique
Le fief appartient à la famille de Torcy du XIIIe siècle jusqu'à 1615. Après être passée entre les mains de divers propriétaires, en 1743 la seigneurie est vendue par Antoine d'Escorailles à Jean Villedieu, conseiller au Parlement de Bourgogne, qui est sans doute à l'origine de la construction du château actuel. Les biens de Vivant-Mathias-Léonard-Raphaël Villedieu de Torcy (1729-1795), fils du précédent, sont saisis durant la période révolutionnaire et le château, ainsi que son domaine, est vendu les 11 brumaire et 1er frimaire de l'an IV, pour la somme de 351 604 francs.
Après une succession de ventes et partages, tout au long du XIXe siècle, le domaine, dont les derniers propriétaires furent les Duport, est cédé à la famille Schneider en 1918 puis devient la propriété de la société Creusot-Loire.

## Héraldique
- Villedieu de Torcy : D’azur à deux pals d’or, au chef d’hermine, avec la devise Virtute ducti (signifiant « Conduits par la vertu »).

## Annexe